# Stephenson (Wisconsin)
Stephenson es un pueblo ubicado en el condado de Marinette en el estado estadounidense de Wisconsin.  

## Geografía
Stephenson se encuentra ubicado en las coordenadas 45°14′31″N 88°8′3″O / 45.24194, -88.13417. Según la Oficina del Censo de los Estados Unidos, Stephenson tiene una superficie total de 457.4 km², de la cual 438.98 km² corresponden a tierra firme y (4.03%) 18.43 km² es agua.

## Demografía
Según el censo de 2010,había 3.006 personas residiendo en Stephenson. La densidad de población era de 6,57 hab./km². De los 3.006 habitantes, Stephenson estaba compuesto por el 97.47% blancos, el 0.4% eran afroamericanos, el 0.7% eran amerindios, el 0.13% eran asiáticos, el 0.03% eran isleños del Pacífico, el 0.1% eran de otras razas y el 1.16% pertenecían a dos o más razas. Del total de la población el 0.57% eran hispanos o latinos de cualquier raza.
Para el censo de 2020, la población de Stephenson era de 3.494 habitantes, de los cuales 3.332 eran blancos, 24 amerindios, 5 asiáticos, 8 afroamericanos, 50 hispanos o latinos, 19 de otra raza y 106 de dos o más razas.